# ماساكي هيرانو
ماساكي هيرانو (باليابانية: 平野雅章؛ بالكانا: ひらの まさあき) هو مؤرخ ياباني، ولد في 15 يناير 1931 في تشيبا في اليابان، وتوفي في 22 نوفمبر 2008.